# Danan (köpinghuvudort i Kina, Jiangxi Sheng)
Danan (kinesiska: 大南) är en köpinghuvudort i Kina. Den ligger i provinsen Jiangxi, i den sydöstra delen av landet, omkring 230 kilometer öster om provinshuvudstaden Nanchang. Antalet invånare är 16 175. Befolkningen består av 7 860 kvinnor och 8 315 män. Barn under 15 år utgör 25,0 %, vuxna 15-64 år 65 %, och äldre över 65 år 8,0 %.
Runt Danan är det tätbefolkat, med 511 invånare per kvadratkilometer. Närmaste större samhälle är Wucun, 6,4 km sydost om Danan. Trakten runt Danan består till största delen av jordbruksmark.
Genomsnittlig årsnederbörd är 2 682 millimeter. Den regnigaste månaden är juni, med i genomsnitt 514 mm nederbörd, och den torraste är oktober, med 39 mm nederbörd.